# José Ramón Ónega
José Ramón Onega López ou Xosé Ramón López Onega, (Mosteiro, 8 de março de 1939 - 7 de fevereiro de 2021) foi um político e jornalista galego.

## Trajetória
Filho do juiz municipal José Ramón Ónega Lenza e Angelita López Lodos, estreou-se no jornalismo com colaborações infantis para El Progreso, como correspondente no Mosteiro. Formou-se em Direito pela Universidade de Santiago de Compostela em 1962, e enquanto estudava colaborou como chefe do departamento de informação da União Universitária Espanhola , com o jornal La Noche. Nessa altura iniciou a sua carreira política, onde continuou a trabalhar como técnico em administração do Estado no Ministério do Interior espanhol. Mudou-se para Madrid, onde residiu a maior parte da sua carreira profissional, tendo também estudado como advogado nessa cidade. Nos últimos anos da ditadura foi professor da disciplina de iniciação ao Direito Público e Privado na Universidade Complutense (1974-76).
Onega passou a ter presença pública quando durante a transição ocupou cargos de relevância política. Com os governos de Adolfo Suárez e Leopoldo Calvo-Sotelo foi Subdiretor Geral de Política Interna (1977), Subdiretor Geral do Gabinete Técnico da Subsecretaria de Ordem Pública (1978) e depois Governador Civil, primeiro em Zamora (1979) e depois em Biscaia (1982). -1984).
Com a ascensão do PSOE ao poder, ele permaneceu vinculado ao Ministério do Interior como Inspetor Geral de Serviços. Em 1996, o governo de José Maria Aznar nomeia diretor-geral da Política Interna, sendo ministro Jaime Mayor Oreja.
Ele também foi presidente da Comissão Nacional contra a Violência no Esporte, secretário-geral da Comissão Interministerial de Imigração e presidente da Comissão Interministerial de Asilo e Refúgio.
Foi diretor da Casa de Galicia em Madrid de 2009 até a data de sua morte em 2021. Ele também foi nomeado presidente honorário do Centro Galego de Madrid em 2013.

## Vida Pessoal
Era irmão mais velho de Fernando Ónega, e tio do jornalista e apresentador Sonsoles Ónega. Ele também tinha um irmão mais novo, que morreu aos 14 meses de idade.
Casou-se em 1966 com Maria Esther Guzman-Coladas, com quem teve três filhos.
Ele morreu como resultado de COVID-19.